# Alien Breed 3D
Alien Breed 3D è uno sparatutto in prima persona, quarto gioco della serie Alien Breed di Team17, una serie di sparatutto a tema fantascientifico. È stato pubblicato nel 1995 da Ocean Software per i sistemi Amiga.
Team17 ha reso il codice sorgente di Alien Breed 3D disponibile gratuitamente nel marzo 1997. Hanno pubblicato il codice sorgente del sequel, Alien Breed 3D II: The Killing Grounds, su un CD allegato alla rivista Amiga Format e, sebbene non menzionato nella rivista, anche il codice sorgente di Alien Breed 3D è stato incluso nel CD.

## Modalità di gioco
Alien Breed 3D è uno sparatutto in prima persona. Il gioco ha mappe di profondità variabile con piattaforme e piani sopra gli altri, cosa di cui il motore di Doom non era capace.

## Critica
Il gioco è stato classificato come il 12° miglior gioco di tutti i tempi da Amiga Power. 